# Kaseküla
Koordinaten: 58° 37′ N, 23° 35′ O
Kaseküla ist ein Dorf (estnisch küla) in der Landgemeinde Lääneranna im Kreis Pärnu (bis 2017: Landgemeinde Hanila im Kreis Lääne) in Estland.
Der Ort hat 27 Einwohner (Stand 31. Dezember 2011).

## Archäologische Funde
Bei Kaseküla haben Archäologen Überreste vorzeitlicher Gräber und zweier Siedlungen freigelegt. Sie weisen auf eine Besiedlung bereits um Christi Geburt hin. Kaseküla wäre somit eine der ältesten nachgewiesenen Dörfer im heutigen Estland.